# زاپ

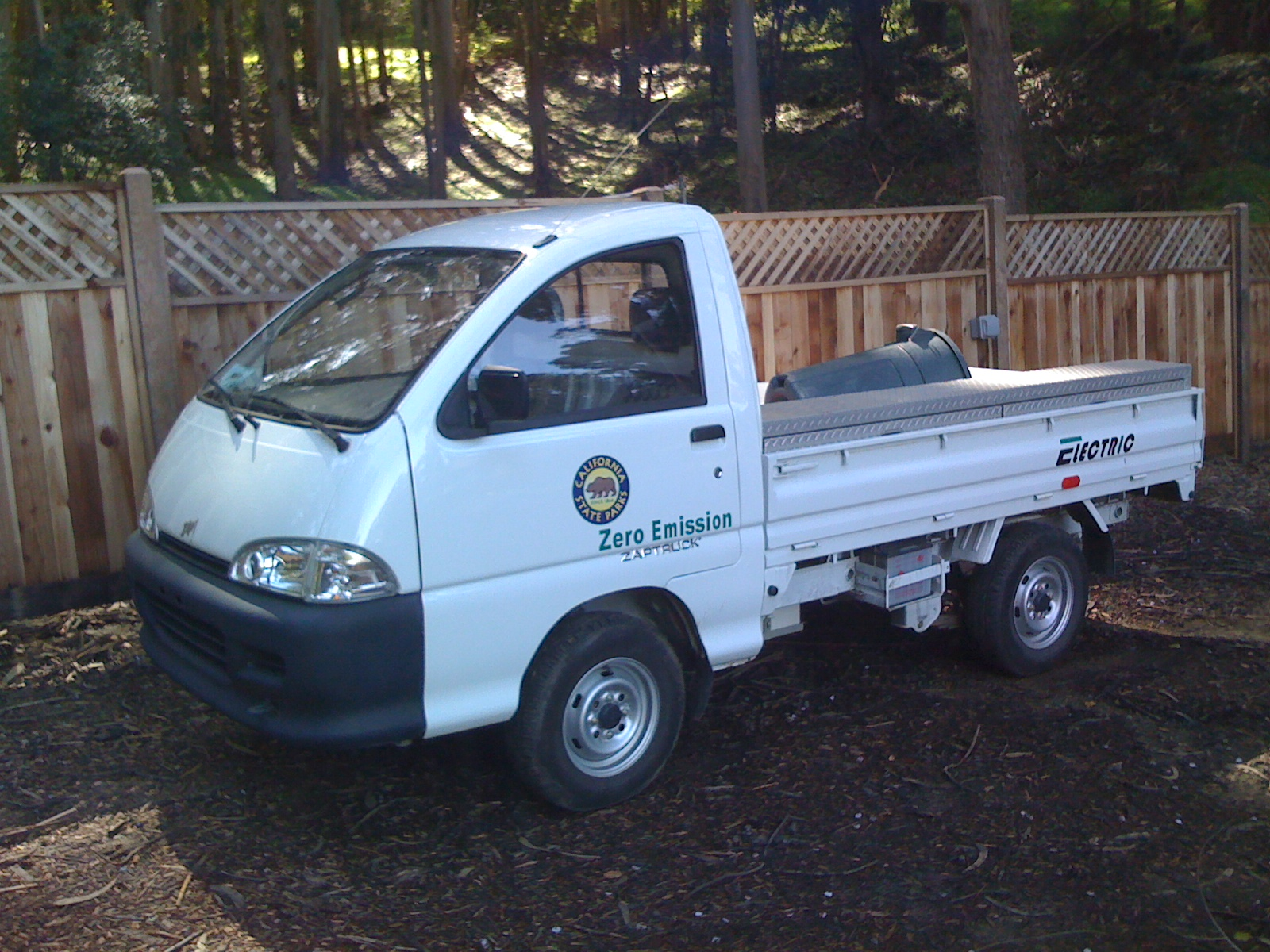
یک کامیونت کوچک محصولی از زاپ - ۲۰۱۰

زاپ (به انگلیسی: ZAP) یک شرکت خودروسازی آمریکایی است، که در سال ۱۹۹۴ تأسیس شد.